# 赤柱監獄
赤柱監獄（英語：Stanley Prison），前稱香港監獄（英語：Hong Kong Prison），位於香港香港島南區赤柱東頭灣道99號，於1937年1月啟用，為香港最高度設防的監獄，由懲教署管理，囚禁被判終身監禁或較長刑期（一般為刑期12年或以上的甲級囚犯）的成年男性在囚人士，收容額為1,511名。

## 歷史

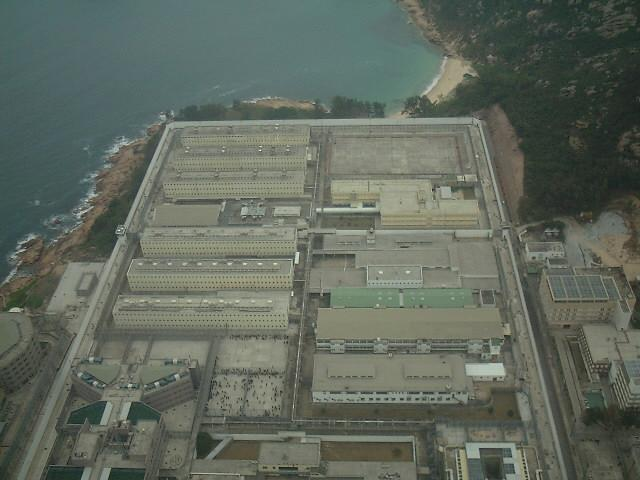
鳥瞰赤柱監獄

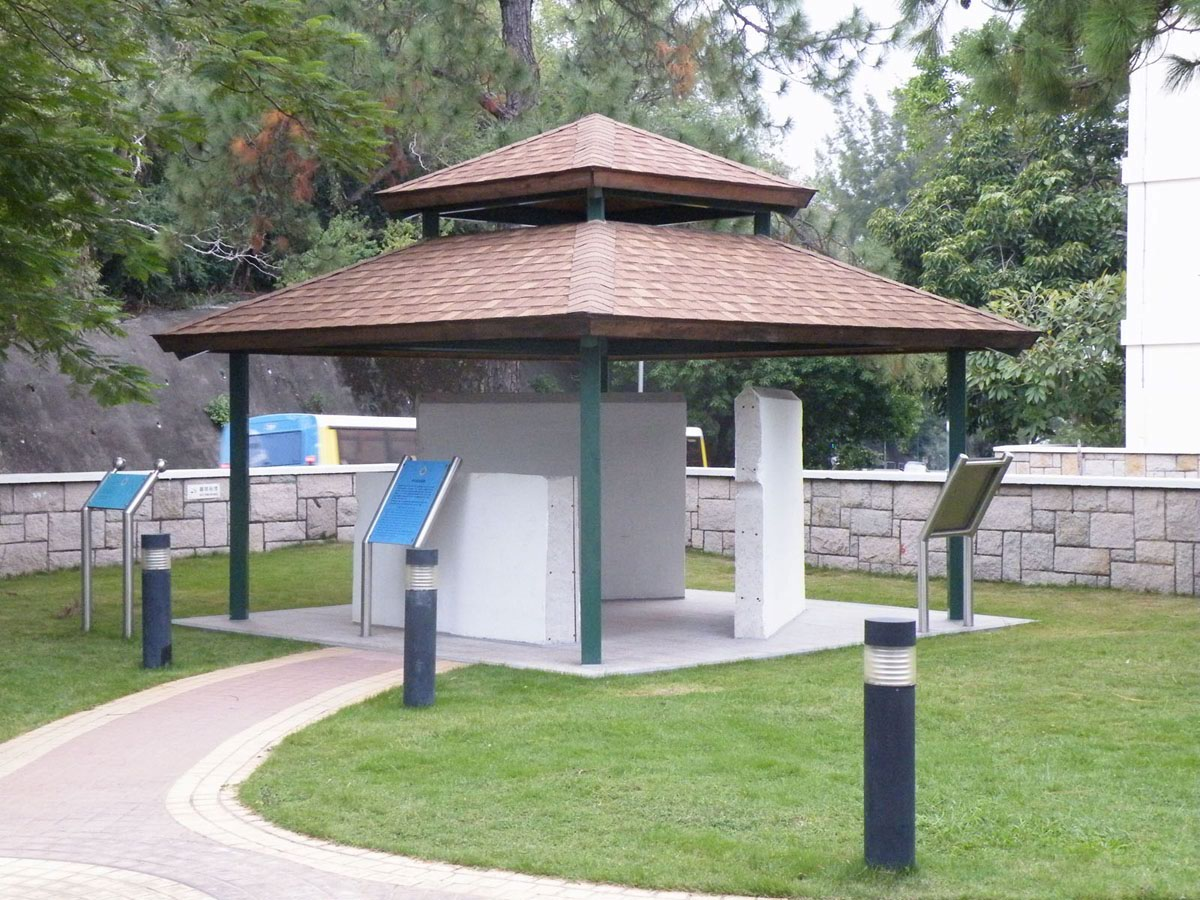
赤柱監獄三幅圍牆組件，在香港懲教博物館作公開展示

香港總督金文泰在1925年到任後，銳意對香港監獄進行改革，將不同類別的囚犯分開囚禁，囚犯人數目不斷增加，域多利監獄與荔枝角監獄已不敷應付，港府逐斥資逾百萬元，在赤柱興建大型綜合監獄，計劃將所有囚犯分類囚禁於新監獄內，並關閉域多利監獄和荔枝角監獄。赤柱監獄以兩年半時間興建，在1937年1月建成，最初名稱為香港監獄:22。落成時可算是亞洲首屈一指的大型綜合監獄。
赤柱監獄啟用時，已定位為高度設防監獄，共設1559間獨立囚室，還有一所57個病床、6間隔離病房和2間裝有墊料病房的監獄醫院，另有有印刷等工場、廚房、職員宿舍等，配套設備相當完善。不過，政府由域多利監獄和荔枝角監獄轉移囚犯至赤柱監獄後，赤柱監獄的收容額已達2215人，嚴重超出收容額，最終導致港府在1939年重開部分已關閉的域多利監獄，羈押候審和等候上庭的疑犯，以紓緩過度擠迫的情況:25。
香港日治時期，2000名有敵性國民、港英官員，被日軍拘困在赤柱監獄守衞宿舍、聖士提反書院等地，統稱赤柱拘留營，但監獄本身並非拘留營的一部分。
1950年代，當時的監獄署開始投入資源，發展囚犯的工業生產項目，為長期監禁的囚犯提供有系統的生產工作，初期赤柱監獄的工業生產項目包括裁縫、木工和製造木櫃、皮鞋、竹籃、掃帚、郵袋等。到1950年代後期，赤柱監獄大規模擴建工標誌製作工場，工業生產愈見規模，成為日後其他監獄的重要政策，亦影響日後監獄選址和建造模式:27。1973年赤柱監獄發生騷亂，監獄署對囚犯工作模式作檢討，認為合理的工作安排，有效減少囚犯無聊生事，在1978年正式成立工業組，有計劃安排囚犯工作:128。
1998年起，懲教署展開「赤柱監獄區重建計畫」，先後於1998年及1999年建成東頭懲教所附翼及白沙灣懲教所，以騰出空間在赤柱監獄新建一座甲類囚犯大樓。2008年政府展開工程的第二期，興建一所囚室連貫樓。
2023年12月13日，赤柱監獄親子中心啟用，以促進及維繫成年男性在囚人士與子女的關係。

### 死刑

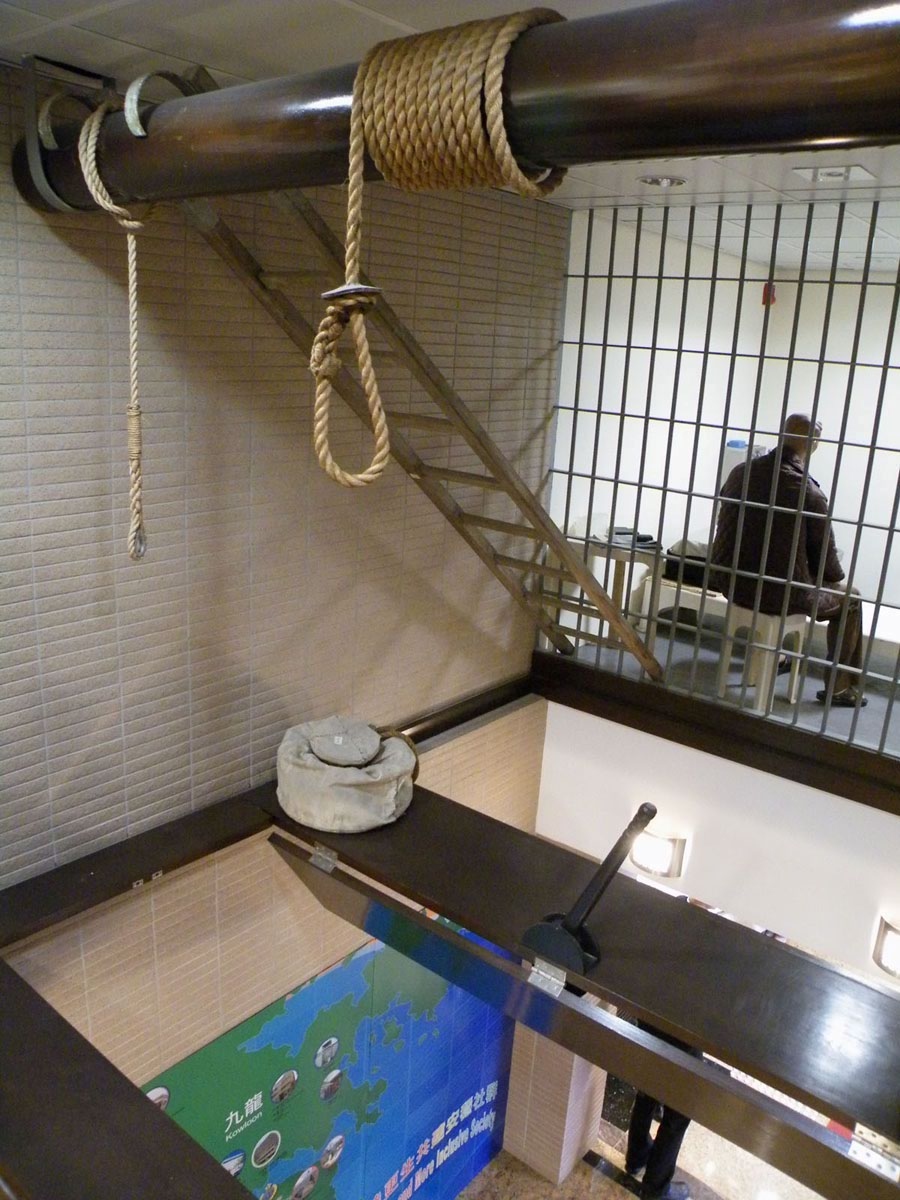
赤柱香港懲教博物館復原的絞刑台

自赤柱監獄於1937年建成後，香港的死刑全部轉在赤柱監獄H座內進行，以絞刑處決。死囚在行刑前，會被囚禁在稱為「死囚倉」的6間牢房內:76。按照英國慣例，死刑會在判罪後第3個星期日後的星期二至星期五，早上8時許執行，而1957年起，一般在早上6時至7時30分進行，以免在日間引起其他囚犯恐慌。行刑前一周及前一天，獄方會兩度在監獄監督現場監察下，預先測試絞刑架，以測試問吊繩索的承重力，由於絞刑台的活板門在開合時會發出巨響，這些噪音會令到監獄內的囚犯感覺不安，影響作息，遂於1951年在絞刑台的活門機關加裝膠墊以減低噪音:77。
在1993年香港廢除死刑前，赤柱監獄的儲物室長期存放有三副棺木備用，以便安葬死囚。所有死囚被處決後的遺體都不會交給家屬，遺體通常會於被處決當日便埋葬於懲教署管轄的赤柱死囚墳場，死囚的墓地沒有墓碑，只立有號碼柱:78，這個號碼與死囚在監獄內的囚犯號碼不同，如要尋找確實的落葬墓位便需要查閱監獄署內部資料，赤柱監獄墳場並不對外開放，家屬亦不能入內拜祭，但可按照市政條例，在死囚落葬7年後申請將遺骸起出，另行安葬。然而，1947年至1949年間處決的日本戰犯，不少行刑後會以海葬處理:78。
由1946年至1966年間，赤柱監獄共處決122名死囚，1966年11月16日香港最後一次執行死刑，一名越南籍華人因為劫殺罪被處決，以後香港法例雖保留死刑，但實際不再執行，1993年香港正式修例廢除，赤柱監獄的死囚室和絞刑室的設施被拆除:79。

## 重大事件

### 赤柱監獄騷亂
1973年4月19日17時許，一名囚犯因在飯堂穿着不適當衣服被監獄處職員指責，囚犯還以粗言穢語，約100多名囚犯起哄鬧事，拒絕返回囚室。事件迅速平息，囚犯約於18時返回囚室。同時另一飯堂，300多名囚犯叫囂鬧事，用傢具堵塞飯堂入口，直到監獄署署長簡能到場，答應犯人就康樂設施、膳食和搜查方式等投訴展開調查，事件始在19時30分平息，為騷亂埋下伏筆。
4月20日早上8時，數名囚犯在早餐期間突然撲向一名懲教主任，奪去鎖匙，放出A座囚倉內300多名囚犯，再挾持3名職員作人質，並佔據囚倉及破壞設施，監獄署手持警棍及盾牌，包圍囚倉，皇家香港警察隊派出警察機動部隊到場候命。9時30分，囚犯以自製武器攻擊意圖攻入囚倉的監獄署職員，署方施放催淚氣體鎮壓。署長簡能呼籲囚犯對話，囚犯代表提出改善電視設備及延長收看時間、改善膳食及不得無理搜身等要求，一小時後，3名人質獲釋，他們僅受輕傷。11時30分，所有囚犯自行走出倉外草地靜坐，署方此時派發午膳。飯後，職員帶領囚犯返回囚室，事件終告平息:93-94。
署方其後設立調查委員會，認為獄中出現暴力型年青囚犯、加強搜查和管制觸怒囚犯、職員人手短缺、監獄設施不足等問題，是釀成騷亂的主要原因。署方亦邀請英國內政部專家來港進行深入調查，建議改善本港監獄結構、保安和行政。事後，赤柱監獄進行大規模的改善工程，以圍欄把監獄分成A、B兩區，並在A區加建100個獨立囚室；集體囚室分間成小囚室，避免囚犯再聚眾生事:95。騷亂亦促使港府進行一系列的獄政改革，包括把囚犯分類囚禁、設立提早釋放制度，而監獄署亦於1982年易名為懲教署，把部門定位於在囚人士的更生工作:96。

### 惡意衝擊
1996年4月，赤柱及小欖監獄更亭被泥頭車衝撞，赤柱監獄更被人潛入，放火焚燒垃圾桶及破壞懲教署人員的私家車。據報道，事件由前通緝犯張子強策劃，目的是迫使懲教署釋放獄中同囚的劉國雄及黃桂芬，亦有報道指張子強曾計劃劫獄，營救在囚的葉繼歡。

### 擅闖赤柱監獄禁區範圍
- 2013年2月6日5時許，懲教署人員當時在赤柱白沙灣一山邊（赤柱區管轄範圍內）發現兩名中年漢涉擅闖禁區，且形迹可疑，經截查後發現他們背囊內攜有鐵橇、刀及手套等物品，懷疑他們企圖不軌，例如企圖爆竊附近的懲教署職員宿舍，遂轉交警方調查。但兩人被捕後向警方堅稱到上址只為採蜂蜜，而警方初步了解兩人被截停時，亦未完全越過禁區欄杆。[14]

### 赤柱監獄外綁架案
- 2022年12月17日早上10時，赤柱監獄外有一名女士被四名綁匪擄上客貨車禁錮。有市民目擊事件後前往赤柱監獄外的訪客及車輛管制站向懲教人員求助，兩名懲教人員隨即離開崗位前往了解情況。有一名懲教署職員先到場，並嘗試捉住女事主的腳，但未能將她拉下車。約20秒後另一懲教職員步行來到，向綁匪表示「你做咩（你在做什麼）」、「先生唔好打交（先生不要打架）」。事件中懲教人員未能阻止女事主被擄走，客貨車亦即時離開，懲教署將相關資料轉交警方跟進。而警方在10公里外的黃竹坑道一酒店對開截獲肇事客貨車，四名綁匪以涉嫌非法禁錮當場被捕[15][16]。

## 著名囚犯
- 關麗珍－囚犯編號B840，女死囚[17]，因為在1940年5月12日在西環殺害三人被判處死刑，由於死刑在1937年起至1966年不再執行為止都集中在赤柱監獄H座內執行，故此女死囚也是被囚禁在該監獄H座內等候處決，同年7月31日，關麗珍在H座內的絞刑室被執行死刑[18]。
- 曾德成－囚犯編號28504，前任香港特別行政區民政事務局局長。六七暴動期間，他因為派發宣揚共產主義的反政府傳單被判囚2年，哥哥是前立法會主席曾鈺成。
- 祁禮賓－香港上海滙豐銀行總司理，於1943年被日本指控從事諜報及偷運金錢入赤柱拘留營，同年6月被判入赤柱監獄勞役3個月，8月21日因營養不良病死於赤柱監獄內。
- 葛柏－皇家香港警務處總警司，於1975年因串謀賄賂及受賄罪成立，被判入獄4年，1977年獲釋。
- 歐陽炳強－因跑馬地紙盒藏屍案在1975年謀殺罪名成立，被判死刑，1977年按慣例改為終身監禁。最終於2002年獲釋。
- 余偉發－1999年因銅鑼灣劫殺案而被判終身監禁，余自稱冤狂，曾多次申請逾期上訴，希望翻案。
- 葉繼歡－囚犯編號53847，1985年因多宗嚴重罪行被判囚18年，於1989年詐病在瑪麗醫院成功逃脫，於1996年再度落網，被判入獄41年3個月，1999年上訴至終審法院，改判入獄36年3個月，2017年4月19日因肺癌去世。[19]。
- 張子強－1991年因啟德機場1億7,000萬解款車劫案入獄18年，在赤柱監獄服刑，1995年上訴成功獲釋。1998年在中國內地因非法買賣爆炸物罪被判死刑[20]。
- 文錦棠－1973年因謀殺或導致他人身體受傷被判死刑，後改判終身監禁，1997年獲假釋。
- 劉嘉兒－前天主教香港教區見習神父，於2003年因多項性侵犯15歲男性兒童罪名成立，被判囚4年半，2006年獲釋。
- 季炳雄－2005年因藏有軍火罪及有意圖使用槍械罪成，合共判囚24年，2020年獲釋。
- 陳裘大－前房屋署總屋宇裝備工程師，歌星陳奕迅之父，於2006年因為受賄被判入獄6年，2008年獲假釋。
- 程介南－前立法會議員（香港島），於2001年因為身為公職人員行為不當、做假帳、偷竊、收受利益4項罪名成立，被判入獄18個月，2002年獲釋。
- 詹培忠－前立法會議員（金融服務界），於1998年8月因為被控偽造文件罪名成立，被判囚3年，同年12月上訴後獲減刑至囚1年，是香港特別行政區成立後首名被定罪入獄的立法會議員，1999年6月獲釋[21]。
- 古思堯－知名社會運動人士，因在示威活動中焚燒中華人民共和國國旗而判刑9個月[22]。
- 簡炳墀 - 五屆香港冠軍練馬師，因涉及鄉事委員會賄選被判囚，曾數次進出監獄，隨後律政司上訴得直，刑期加至1年，2014年4月獲釋。[23]
- 陳振聰－香港商人，聲稱自己是香港華懋集團已故董事局主席龔如心千億遺產的唯一受益人，更自稱是龔的情夫。涉嫌偽造及行使虛假文書，在高等法院被判罪成，判刑12年。[24]
- 楊家誠 - 香港商人，前英冠球會伯明翰班主，因洗黑錢被判囚6年，期間曾申請保釋等候上訴至終審法院，唯上訴被駁回，維持原判。[25]
- 許仕仁 - 前政務司司長，因涉嫌收受新鴻基地產郭炳江等人賄款，被判囚7.5年。[24]
- 陳鉅源 - 前新鴻基地產執行董事，因串謀犯藉公職作出不當行為罪及「串謀向公職人員提供利益」罪，被判囚6年。[26]
- 關雄生 - 前港交所高級副總裁，因串謀犯藉公職作出不當行為罪及「串謀向公職人員提供利益」罪，被判囚5年。[26]
- 郭炳江 - 前新鴻基地產聯席主席，因涉嫌向許仕仁提供賄款，被判囚5年。[27]
- 劉夢熊 - 香港商人，因妨礙司法公正罪成在2016年2月29日被判囚18個月，2017年2月獲釋。[28]
- 曾蔭權 - 前香港特別行政區行政長官，2017年2月因一項公職人員行為失當罪成，入獄20個月，2018年上訴至高等法院上訴法庭，改判入獄12個月[29]，2019上诉得直，判处无罪。
- 黃浩銘 - 社會民主連線外務副主席，反新界東北撥款示威非法集結罪成，入獄13個月。
- 盧建民 - 2016年農曆新年旺角騷亂，暴動罪成，被判囚7年
- 邵家臻 - 前立法會議員（社會福利界）， 佔領中環运动，「煽惑他人作出公妨擾」及「煽惑他人煽惑公眾妨擾」罪，被判囚8個月。[30]
- 黎智英 - 香港壹傳媒集團主席，因欺詐罪及港區國安法，於還柙期間送往赤柱監獄
- 區諾軒、趙家賢、鍾錦麟、李嘉達、譚凱邦、陳志全、鄒家成、林卓廷和岑敖暉 -因初選案於還柙期間送往赤柱監獄
- 楊明 - 香港演員，因為不小心駕駛罪名成立及涉嫌酒後駕駛等多次違法行為，被判囚禁18天，在2022年12月29日早上由荔枝角收押所轉移到赤柱監獄繼續服刑[31]。

## 文化影響
赤柱監獄作為香港具規模的監獄，經常在香港電影出現，但大部分場景均是廠景，或者在監獄大閘外，甚至其他懲教所門外取景，例如《神鎗手》、《寶貝計劃》、《Laughing Gor之潛罪犯》等電影，均有涉及赤柱監獄的情節。赤柱監獄閘口以外的場景，被商務及經濟發展局電影服務統籌科列為指定的電影拍攝場地，製作單位須填寫「在懲教院所閘口以外範圍進行外景拍攝」通知書，傳真至懲教署及警察公共關係科備案。
赤柱監獄內部甚少為拍攝場地，但亦有不少例外，包括《獅子山下》的單元《赤柱生涯之紀律》、《赤柱生涯之罪人》， 廉政公署製作的電視劇包括《靜默的革命》的單元《飛朵求援》以及《廉政行動》的單元《鐵窗速遞》和《鐵窗無情》、懲教署與香港電台電視部攝製的單元實況劇《鐵窗邊緣》及無綫電視拍攝的劇集《再戰明天》。電影方面，包括1967年電影英雄本色，還有懲教署製作的更生微電影《代價》。

## 交通及周邊管制
赤柱監獄巴士總站（又稱赤柱（懲教署）總站）位於赤柱監獄正門外，是一迴旋處型巴士總站。中巴6號線（於1993年由城巴6號線接辦）於1972年從赤柱村巴士總站延長路線至赤柱監獄，是現存巴士路線中最早以赤柱監獄為總站的路線。現時，城巴6號線、城巴6X線、城巴63線等路線以赤柱監獄為總站。雖然作為巴士總站，但實際上，巴士只會稍作停留，此站在車務運作上並不是總站，各線均實際於赤柱村總站休息及報到。
由迴旋處起以南的東頭灣道，為赤柱監獄封閉範圍，平時只有懲教署職員、赤柱已婚初級職員宿舍住客、其他執法人員或經當局發予許可之人士獲准進入，公眾人士不可隨意越過檢查閘，只有懲教署體育會每年一度舉辦的秋季賣物會（1953年創辦）時，市民才能進入赤柱監獄側的足球場參加活動。